# سينما صومالية
تشير السينما الصومالية إلى صناعة السينما في الصومال. كانت الأشكال المبكرة لعرض الأفلام العامة في البلاد هي نشرات الأخبار الإيطالية عن الأحداث الرئيسية خلال الفترة الاستعمارية. في 1937، صدر فيلم الحرس البرونزي (الحائز على جائزة مهرجان البندقية السينمائي) في أوجادين الصومالية، بمشاركة جميع الممثلين الصوماليين تقريباً. كان لتقاليد السرد الغنية لدى الشعب الصومالي أثرها في ظهور أول بضع أفلام صومالية روائية طويلة ومهرجانات سينمائية في أوائل الستينيات، عقب الاستقلال مباشرة. بعد إنشاء وكالة الأفلام الصومالية (SFA) في 1975، بدأ المشهد السينمائي المحلي في التوسع بسرعة. وفي السبعينيات وأوائل الثمانينيات، كانت المسرحيات الموسيقية الشهيرة المعروفة باسم ريوايادو هي القوة الدافعة الرئيسية وراء صناعة السينما الصومالية. وحذت الأفلام الملحمية والتاريخية وكذلك أفلام الإنتاج المشترك الدولي حذوها والتي سهل من انتشارها التكنولوجيا البصرية وشبكات التلفزيون الوطنية. وفي التسعينيات والعقد الأول من القرن الحادي والعشرين، ظهرت موجة جديدة من الأفلام الموجهة نحو الترفيه. عُرفَت باسم صوماليوود، هذه الحركة السينمائية الشبابية الناشئة بعثت النشاط في صناعة السينما الصومالية وفي هذه الخضم قدمت سيناريوهات مبتكرة واستراتيجيات تسويق وتقنيات إنتاج.

## تاريخها

### من 1910 إلى الخمسينات
يعتبر السرد القصصي تقليد قديم في الثقافة الصومالية. لذلك فإن حب السينما في الصومال ليس إلا تجسيداً بصرياً حديثاً واستمراراًً لهذا التقليد الشفهي المتأصل.
كانت أولى أشكال عرض الأفلام العامة في الصومال عبارة عن نشرات الأخبار الإيطالية للأحداث الرئيسية خلال الفترة الاستعمارية في الصومال الإيطالي. ومن الأمثلة على هذه الأعمال الصومال: غيليدي (1913)، الصومال الإيطالي (1913)، الصومال: جمال نهر نيبي (1913)، تحت الصليب الجنوبي - الصومال الإيطالي (1926)، رؤى الصومال الإيطالي (1929) ورحلة جلالة الملك إلى الصومال (نوفمبر 1934) (1934).
في ثلاثينيات وأربعينيات القرن الماضي، تعاون الممثلون وفنيو الأفلام الصوماليين الأوائل مع أطقم إيطالية لإنتاج أفلام ذات صبغة فاشية محلياً. كان فيلما دوبَاد والحرس البرونزي من ضمن الإنتاجات اللاحقة. حصل فيلم الحرس البرونزي (Sentinelle di bronzo) في مهرجان البندقية 1937 على جائزة «أفضل فيلم إيطالي استعماري»، وفاز بالكأس الإيطالي.
في أواخر الخمسينيات من القرن الماضي، كان هناك بعض التعاون بين استديو شينشيتا في روما والمخرجين الصوماليين الأوائل. وجاءت ثمرة ذلك، في 1963، بفيلم "Miyi Iyo Magaalo" (الريف والمدينة أوالمدينة والقرية) للمخرج حاجي كاجاكومبي وهو إنتاج صومالي إيطالي مشترك وأول فيلم روائي طويل في البلاد.

### من الستينات إلى السبعينات
عقب الاستقلال في 1960، نشأ عدد متزايد من شركات الإنتاج والتوزيع المملوكة للقطاع الخاص بالإضافة إلى صالات العرض القائمة.
في 1961، كان فيلم الحب لا يعرف العقبات للمخرج حسين مبروك من أولى الأفلام الصومالية الروائية المُنتجة.
خلال نفس العام، فاز الفيلم الصومالي - الصيني المشترك القرن الأفريقي بالجائزة الكبرى في مهرجان الفيلم الأفريقي الدولي الرابع الذي يقام سنوياً في مقديشو، عاصمة البلاد.
وبعد سنوات قليلة أصدر المخرج الصومالي الحاج محمد جيومالي («حاجي كاجاكومبي») الفيلم الشهير "Miyo Iyo Magaalo" («المدينة والقرية»). في 1966، لعب مع مخرجي أفلام صوماليين آخرين دوراً أساسياً في المساعدة على تأسيس الاتحاد الأفريقي للسينما (FEPACI) على مستوى القارة.
في 1969 صدر فيلم طويل آخر بعنوان الحياة في الريف والحضر للمخرج محمد جمعة علي.

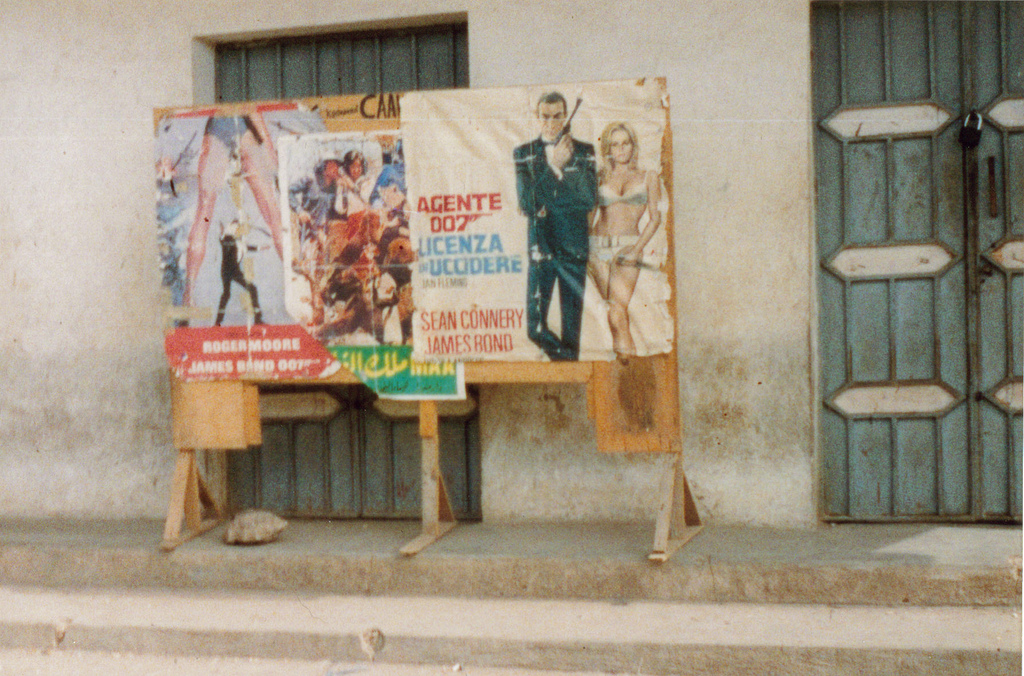
ملصقات قديمة لأفلام جيمس بوند على زاوية شارع في الصومال.

في 1973، أخرج إدريس حسن ديري فيلم "Dan Iyo Xarrago" (الواقع والخيال). من أولى الأفلام الروائية الطويلة، عولج في استوديوهات التصوير بالألوان في روما.

### الثمانينات
في السبعينيات وأوائل الثمانينيات من القرن الماضي، كانت المسرحيات الموسيقية الشعبية التي يشار إليها باسم ريوايادو هي القوة الدافعة الرئيسية وراء صناعة السينما الصومالية.

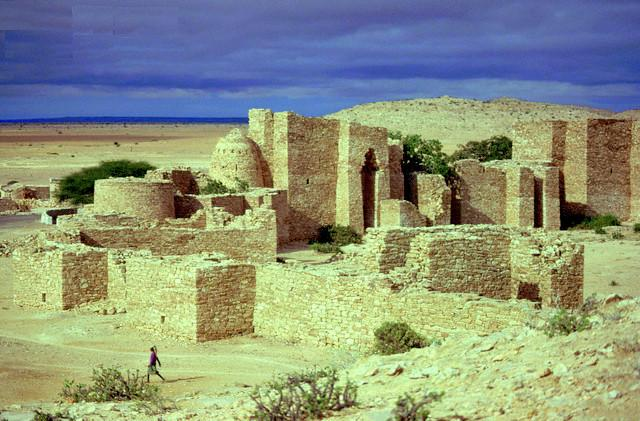
كانت دولة الدراويش الثورية موضوعاً رائجاً في الأفلام الصومالية خلال حقبة الثمانينيات.

في 1983، صدر الفيلم الروائي «الدرويش الصومالي». الذي يتمحور حول دولة الدراويش الثورية وزعيمها المؤثر محمد بن عبد الله حسن («الملا المجنون» حسب وصف البريطانيون له).
في 1984، أنتج عالم الدراسات الصومالية تشارلز جيشكتر الفيلم الوثائقي رياح الصومال الجافة. صُورّت أحداث الفيلم في الصومال وهو يعرض كيفية تمكن سكان هذه البلاد الرحل من الصمود في وجه تحديات البيئة الصحراوية القاسية واعتداءات القوى الإستعمارية من خلال تركيبة معرفية للماضي كالعادات الإسلامية ومهارة تربية الماشية ضمن اندماج ناجح للقيم التقليدية مع التقنيات الحديثة.
في 1984-1985، أخرج الكاتب المسرحي والمخرج الصومالي سعيد صلاح أحمد أول فيلم روائي له، الدرويش الصومالي (كبديل. الدراويش الصوماليون)، وكان عمار سنيه هو المنتج. بميزانية قدرها 1.8 مليون دولار، كُرسّ هذا الفيلم الملحمي ذو الأربع ساعات وأربعين دقيقة لدولة الدراويش. وصدر بسبع لغات، الصومالية والعربية والإيطالية والإنجليزية وثلاث لهجات إقليمية. تضمن الفيلم سليلًا حقيقياً لمحمد بن عبد الله حسن لأداء دور البطولة وشارك فيه مئات الممثلين والكومبارس.

## مهرجانات
- ندوة مقديشو عموم أفريقيا والأفلام العربية (MOGPAFIS) مهرجان السينما الدولي الأفريقي

## أفلام مشهورة
- حراس من البرونز (1937)
- الحب لا يعرف العقبات (1961)
- القرن الأفريقي (1961)
- ميو إيو ماجالو (1968)
- دان ايو زاراجو (1973)
- درويش صومالي (1983)
- درويش الصومالي (1984)
- رياح الصومال القاحلة (1984)
- دراويش الصومال (1985)
- سيار مود (1986)
- [جيدكا نولوشا] (1987)
- لا كونشيجليا (1992)
- راجو (2003)
- زاسكايجا أراويلو (2006)
- كارارا (2009)
- أمباد (2011)
- [جودان] (2016)

## وصلات خارجية
- تاريخ السينما الصومالية (بالإنجليزية)
- Jilaa